# 친구와 애인 사이 (1996년 영화)
친구와 애인 사이(If Lucy Fell)는 미국에서 제작된 에릭 쉐퍼 감독의 1996년 코미디, 멜로/로맨스 영화이다. 사라 제시카 파커 등이 주연으로 출연하였고 브래들리 젠켈 등이 제작에 참여하였다.

## 출연

### 주연
- 사라 제시카 파커
- 에릭 쉐퍼
- 벤 스틸러

### 조연
- 엘 맥퍼슨
- 제임스 레브혼
- 로버트 존 버크
- 데이비드 손톤
- 빌 세이지

## 제작진
- Line PD: 애덤 브라이트만
- 공동제작: 테렌스 마이클
- 공동제작: 데보라 리드퍼스
- 공동제작: 에릭 쉐퍼
- 미술: 긴저 토가스
- 의상: 앤 크랩트리